# Кашира
Каши́ра (на руски: Кашира) е град в Русия, Московска област, административен център на Каширски район. Населението му към 1 януари 2018 г. 48 656 души.